# Castillo de La Peroja
El castillo de la Peroja (en gallego: castelo da Peroxa) es un castillo situado en el municipio de La Peroja (provincia de Orense, España). Esta edificación está considerada desde el año 1994 como un Bien de Interés Cultural dentro del catálogo de monumentos del patrimonio histórico de España.